# 索马伦巴多
索马伦巴多（義大利語：Somma Lombardo）是意大利瓦雷泽省的一个市镇。总面积30平方公里，人口17226人，人口密度574.2人/平方公里（2009年）。国家统计（ISTAT）代码为012123。